# Episodi di Una grande famiglia (seconda stagione)
La seconda stagione della serie televisiva Una grande famiglia, denominata Una grande famiglia - seconda serie è composta da 8 episodi, andati in onda su Rai 1 e in alta definizione su Rai HD a partire dal 21 ottobre 2013.
| Puntata | Messa in onda    |
| ------- | ---------------- |
| 1       | 21 ottobre 2013  |
| 2       | 24 ottobre 2013  |
| 3       | 31 ottobre 2013  |
| 4       | 7 novembre 2013  |
| 5       | 14 novembre 2013 |
| 6       | 21 novembre 2013 |
| 7       | 28 novembre 2013 |
| 8       | 5 dicembre 2013  |

## Prima puntata
- Diretto da: Riccardo Milani
- Scritto da: Ivan Cotroneo, Stefano Bises, Monica Rametta

### Trama
Edoardo è tornato a casa, sconvolgendo nuovamente gli equilibri della sua famiglia. La sera stessa del suo ritorno racconta ai familiari il motivo del suo allontanamento, legato agli ammanchi di soldi dall'azienda: rivela così di aver indebitato l'azienda con alcuni investimenti sbagliati e, non trovando il sostegno delle banche, si è trovato costretto a rivolgersi a persone pericolose che gli hanno fatto un prestito di 110 milioni di euro. Il problema è che lui non è poi riuscito a far fronte all'impegno preso di restituirli, considerando anche gli interessi. Quando quelle persone hanno iniziato a minacciare lui e i suoi figli, Edoardo ha quindi messo in essere il suo piano: fingersi morto, per poter agire nell'ombra e portare avanti delle manovre finanziarie ad alto rischio per recuperare la liquidità necessaria per salvare l'azienda e saldare il suo debito. In questo modo l'uomo è riuscito a coprire l'ammanco di 20 milioni di euro dalle casse dell'azienda di famiglia, ma non a trovare i soldi necessari da restituire alle persone che lo minacciano. Rassicura però i familiari che sta per portare a termine un investimento in Asia, da cui ricaverà la somma necessaria. Ha solo bisogno di altre 48 ore e per questo chiede che tutti mantengano il silenzio sul suo ritorno per almeno due giorni. Ciascuno dei familiari reagisce in maniera diversa al ritorno di Edoardo. Da una parte ci sono i suoi genitori, Ernesto – che non riesce ad accettare il fatto che suo figlio possa avergli mentito così a lungo – e Eleonora, che invece è felicissima e ha fiducia che Edo riuscirà a risolvere i loro problemi; c'è poi Chiara, totalmente sconvolta anche perché ora aspetta un figlio da Raoul e non può dirlo a nessuno, e ci sono i suoi figli, Valentina e Tino. Se quest'ultimo ha sempre creduto che suo padre fosse vivo ed è per questo al settimo cielo, la sorella non riesce a perdonare suo padre per averli fatti soffrire e lo sente quasi come un estraneo. I fratelli di Edoardo sono anche loro frastornati per il ritorno a sorpresa dell'uomo. Ma quello che è più sconvolto di tutti è ovviamente Raoul, che vede crollare ancora una volta il suo sogno d'amore con Chiara. A questo si aggiunge Martina che lo ha appena lasciato, andando via di casa, e facendo cadere definitivamente anche la possibilità di adottare il piccolo Salvatore. Il vero problema è però che Edoardo continua a mentire alla sua famiglia, perché l'investimento che dovrebbe risolvere i loro problemi è un buco nell'acqua. Ad aiutare l'uomo c'è poi sempre il misterioso individuo che lavora nell'ombra e che lo ha aiutato a fingersi morto, l'inquietante Diego, che è anche colui che mantiene i contatti con le persone a cui Edoardo deve l'ingente somma. Nello sfondo, poi, continuano le vicende di tutti i componenti della famiglia Rengoni. Prima tra tutti Nicoletta, incinta di Ruggero e per questo molto spaventata. I due ragazzi, che avevano già deciso di sposarsi, possono affrontare insieme con gioia anche questa novità inaspettata. Nicolò continua la sua storia d'amore con Davide, nonostante la contrarietà di sua madre Laura, e decide di confidarsi con suo nonno. Laura intanto decide di trasferirsi definitivamente alla villa e di aprire uno studio legale in paese, per restare vicina alla famiglia e in particolare a suo figlio. Ancora non sa, però, che Nicolò ha deciso di andare a convivere con il fidanzato. Stefano finalmente riesce a chiarire con Edoardo la questione del suo incidente, nel quale era morto il suo amico, e riacquista un po' di serenità. E quanto alla vita sentimentale si divide tra due ragazze, Monica e Lorena, che frequenta contemporaneamente, una all'insaputa dell'altra. I due giorni chiesti da Edoardo ai familiari sono ormai trascorsi e l'uomo, anziché affrontare la verità, preferisce continuare a mentire. Intanto sparisce per alcune ore, gettando tutti nella preoccupazione, e insieme a Diego raggiunge le misteriose persone alle quali deve milioni, rivelando così di essere vivo. A loro fa una nuova proposta, senza che la sua famiglia ne sappia nulla. Poi si limita a tornare a casa e a rassicurare tutti: i loro problemi sono risolti e ora tutto andrà bene. Nell'atmosfera festosa della serata, Nicoletta e Ruggero rivelano quindi alla famiglia di aspettare un bambino, in modo che si possa festeggiare anche questa notizia. L'unico a non sembrare contento di come stanno andando le cose è Raoul, che in più di un'occasione si attacca col fratello, con il quale si rinfaccia gli errori del passato. Mentre Eleonora è finalmente felice, Ernesto si augura che le cose possano davvero sistemarsi. Quello che non sa è che Edoardo continua a mentire a tutti.